# Вірджинія Вульф

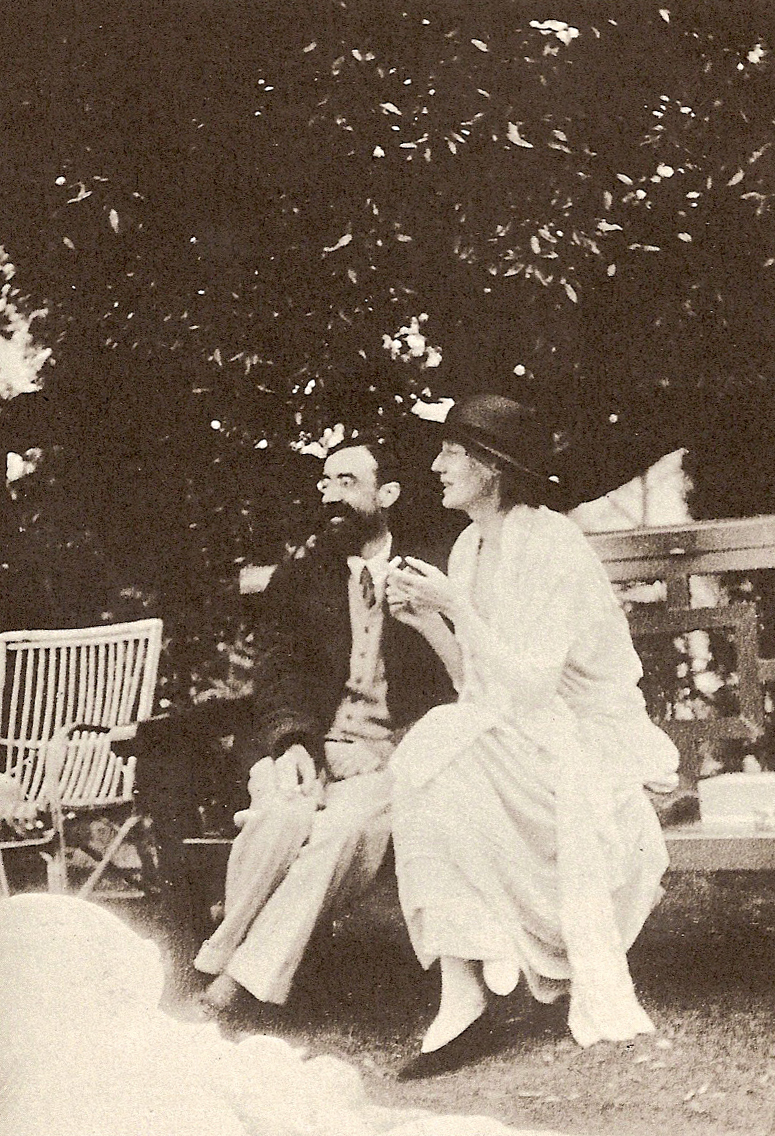
Вірджинія Вульф і Літтон Стречі

Аделіна Вірджинія Стівен, у шлюбі Вульф (англ. Virginia Woolf; 25 січня 1882—28 березня 1941) — британська письменниця (роман, есай, оповідання, щоденник, автобіографія), літературний критик, видавниця, ікона фемінізму. Входила до групи Блумзбері. Одна з найвизначніших постатей літературного модернізму ХХ століття. Піонерка у використанні потоку свідомості як літературного прийому.
У міжвоєнний період Вульф — помітна фігура в лондонському літературному товаристві. До найвідоміших її робіт належать романи: «Місіс Делловей» (1925), «До маяка» (1927),«Орландо»(1928) та есе «Своя кімната» («Свій простір»). В останній є відомий афоризм: «У кожної жінки, якщо вона збирається писати, повинні бути гроші і своя кімната».
Вульф стала однією з центральних фігур фемінізму в 1970-х, її роботи всесвітньо відомі, перекладені понад 50 мовами, докладно аналізувалися з усіх аспектів. Вшанована на Поверсі спадщини Джуді Чикаго.

## Життєпис

### Ранні роки
Народилася в Лондоні в родині літературного критика сера Леслі Стівена і Джулії Дакуорт (1866 року її портрет писав Едвард Берн-Джонс, є також її фотопортрет роботи Джулії Маргарет Кемерон, 1867). Стала третьою дитиною в сімʼї (троє дітей матері були від першого шлюбу, дочка Леслі від шлюбу з Мінні Теккерей і четверо молодших Стівенів: Ванесса, Тобі, Вірджинія й Адріан). Своїм знанням світової літератури й бездоганним художнім смаком Вірджинія зобов'язана батькові, який став прототипом багатьох її персонажів. У 13 років пережила смерть матері, що стало причиною першого нервового зриву. Після смерті матері батько приховував свої емоції, найбільше переживала смерть матері Вірджинія.
Старша сестра Стелла протягом деякого часу виконувала роль господині в домі, але незабаром теж померла. Ванесса, наступна за віком — була змушена займатися домом, але на відміну від Стелли, давала відсіч батьку, який поступово перетворювався на деспота. Після смерті батька молоді Стівени перебралися до міста Блумсбері, де їх будинок став своєрідною цитаделлю прогресу. Там молоді талановиті люди збиралися для обговорення, часто осуду тогочасного суспільства.
Вірджинія й Ванесса були дуже близькими, у дитинстві вони поклялися ніколи не вступати в шлюб і жити разом. Повідомлення про те, що Ванесса приймає в 1907 пропозицію Клайва Белла, сильно образило Вірджинію. Це сталося через кілька днів після смерті її улюбленого брата Тобі — від тифу після спільної подорожі по Греції. Вірджинія лишилася жити вдвох із братом.
У 1909 Вірджинія несподівано прийняла пропозицію шлюбу від Літтона Стрейча, котрий відкрито заявляв про свою гомосексуальність, але шлюб не відбувся. У цей час Вірджинія починає роботу над першим романом, видає критичні статті в журналах, продовжуючи справу батька.

### Особисте життя
У 1912 році Вірджинія Стівен вступила в шлюб з письменником та журналістом Леонардом Вульфом. Шлюб став союзом людей, які поважають одне одного.
У 1917 році заснувала з чоловіком видавництво «Хогарт Прес», в якому видавала усі свої твори. Вульф сама друкувала та редагувала тексти. Видавництво спочатку не приносило прибутків, але потім стало надійним джерелом доходів родини. Леонард створив ідеальні умови для роботи їм обом, він усіляко підтримував Вірджинію.
Стан Вірджинії погіршився, через депресію вона вчинила кілька спроб самогубства. Вульф була дуже вимоглива до себе і своїх робіт, переписувала романи десятки разів. Припиняла вести записи тільки під час хвороб. Її щоденники вийшли окремим виданням у 4 томах, також опубліковано 5 томів листів друзям, сестрі, Леонарду й її коханій Віті Секвілл-Вест.
Із Вітою Секвілл-Вест вони познайомилися в 1922 році, хоча Віта, яка сама шукала зустрічі з Вірджинією, спочатку дуже їй не сподобалася. Згодом їх об'єднує ніжна дружба, з боку Вірджинії — любов. Це почуття разом з образою та зрадами Віти стали основою роману «Орландо», в якому протагоніст змінює стать.
Романи Вірджинії почали видаватися не тільки у Великій Британії, але й у США. Письменниця набувала дедалі більшої популярності, яка проте виявилася для неї перешкодою.

### Останні роки
З початком Другої світової війни страх за чоловіка (єврея за національністю) викликав нові напади й головні болі. Лондонський будинок Вульфів було зруйновано під час бомбардувань.
28 березня 1941, залишивши лист чоловікові та сестрі, 59-річна Вульф втопилася в річці Оуз, неподалік від їх будинку в Сассексі. Тіло знайшли через два тижні після трагедії.
Чоловік після смерті Вульф зав'язав роман з художницею Т. Парсонс, який тривав ще 28 років до кінця його життя. Похований поруч із Вульф під старим в'язом у саду.

## Літературна творчість
Вульф — провідна романістка і одна з піонерок серед письменниць-моралісток, які використовують потік свідомості як головний метод письма. Іншими відомими авторками та авторами з цим підходом були Марсель Пруст, Дороті Річардсон та Джеймс Джойс. Творчість Вульф була дещо призабута після Другої світової війни, але вона знову стала популярною з розвитком феміністичної літературної критики в 1970-х роках.
1900 року Вульф почала писати професійно. Першим із її творів, прийнятих до публікації, став «Гаворт, листопад 1904 року», журналістський звіт про відвідини сім'ї Бронте у Гаворті, який було анонімно видано у жіночому додатку до клінічного журналу The Guardian у грудні 1904-го. З 1905 писала для літературного додатку в The Times.
Перший роман «The Voyage Out» опубліковано в 1915. Спершу він називався Melymbrosia, але Вульф неодноразово змінювала назву. Рання версія The Voyage Out була реконструйована дослідницею Луїзою ДеСалво і тепер доступна для широкого загалу під старою назвою. ДеСалво стверджує, що багато змін, внесених у текст Вульф, були відповіддю на зміни в її власному житті.

Вульф продовжувала публікувати романи та нариси як інтелектуально-критичного, так і популярного стилю. Значна частина її робіт була надрукована у власному видавництві Hogarth Press.

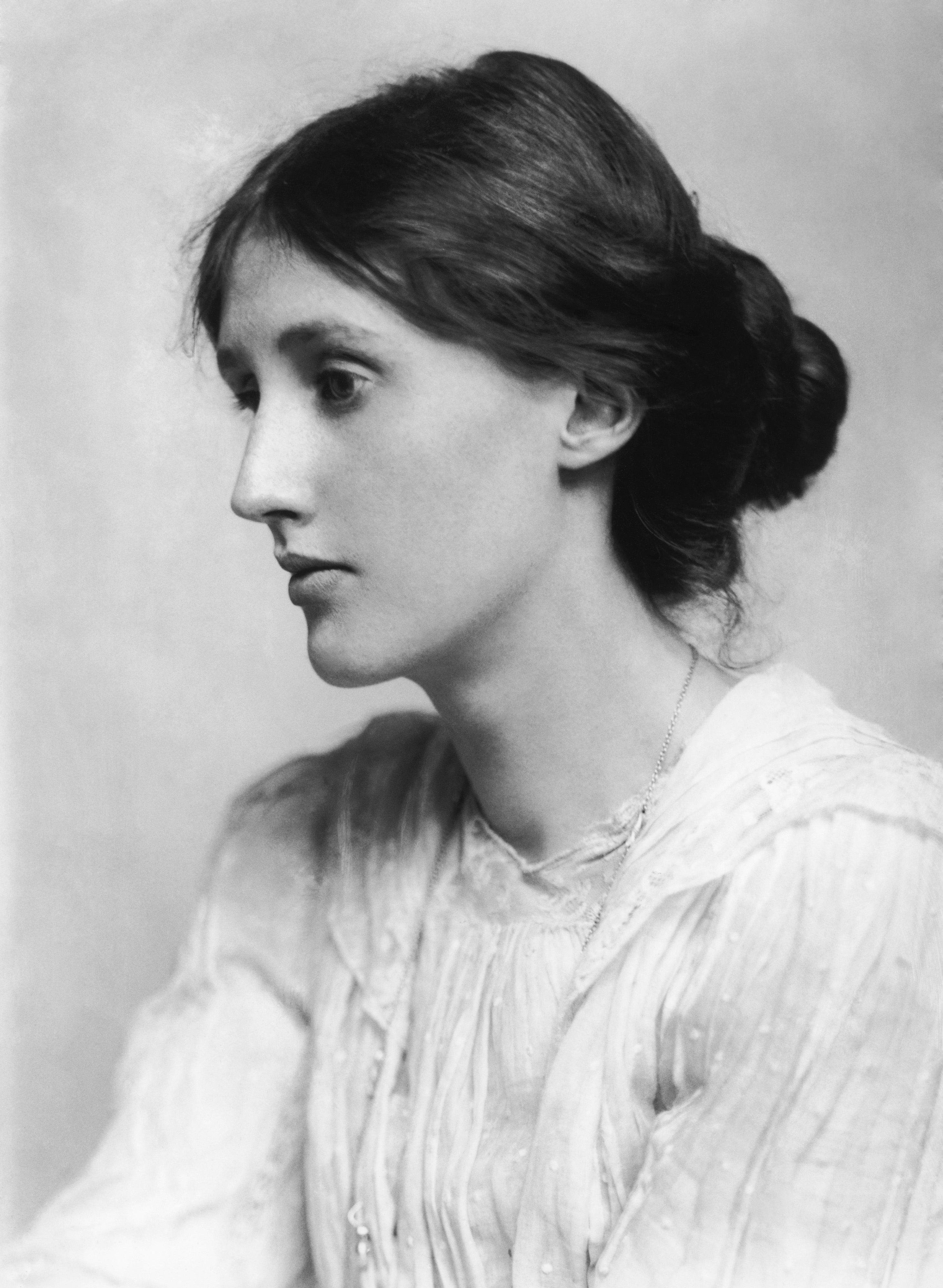
Портрет Вульф, 1902 рік

У романі «До маяка» (1927) Вірджинія Вульф описує 20-літній період. Сюжет зосереджено на сімействі Рамсей та змінах у ньому під час візиту до маяка. Однією з основних тем роману є боротьба, висвітлена в епізодах, коли живописець Лілі Бріско намагається писати картини посеред сімейних драм. У тексті письменниця також міркує про життя мешканців Британії у розпал війни.
«Орландо» (1928) — один з найлегших для розуміння романів Вірджинії. Це пародійна біографія молодого дворянина, який три століття поспіль не старішає, а згодом різко перетворюється на жінку. Частково це портрет коханої Вульф — Віти Секвілл-Вест. У «Орландо» висміюються методи історичних біографів.
Роман «Хвилі» (1931) описує групу з шести друзів, де їх думки і внутрішні монологи створюють хвилеподібну атмосферу, створюючи враження  радше поеми в прозі, аніж романного сюжету.
«Флаш: Біографія» (1933) — частково фантастика, частково біографія кокер-спанієля, написана від імені собаки, що належить поетесі Елізабет Барретт Браунінг. Вульф під час написання цієї книги надихнулася успіхом п'єси Рудольфа Бесьєра «Барретти з Вімпол-стріт». П'єса вперше вийшла 1932 року.
В останній роботі «Між діями» (1941) Вульф підсумовує й підсилює теми, що завжди хвилювали її: зміни у житті через мистецтво, сексуальна амбівалентність і роздуми щодо часу й життя. Книга наскрізно образна й символічна, дія у ній охоплює майже всю історію Англії. Це найліричніший з усіх творів Вульф, головно написаний віршами.

### Літературні впливи

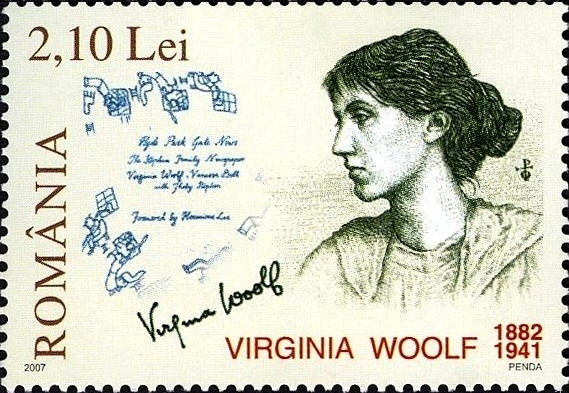
Марка із зображенням Вірджинії Вульф. Румунія, 2007.

Великий вплив на Вульф з 1912 мала російська література. Вульф були близькі її естетичні конвенції. Стиль Достоєвського із зображенням «живого розуму» вплинув на твори Вульф та її «розривний процес письма». Сама Вульф критикувала одержимість Достоєвського «психологічною кінцівкою» та «бурхливим потоком емоцій».
Вульф захоплювалась роботами Чехова про звичайних людей, що жили своїм життям, роблячи банальні речі. Їй також імпонував Толстой, особливо його інтерпретація основного завдання романіста як висвітлення психологічного стану людини та її внутрішньої напруги. Щодо Тургенєва Вульф подобалася наявність багатьох «я» героя, між якими вдавалося балансувати письменникові.
Великий вплив на Вульф мав американський письменник Генрі Девід Торо. Вульф хвалила Торо за його «простоту» і «спосіб простого опису тонкого та складного механізму душі». Як і Торо, Вульф вважала, що тиша дозволяє вільно думати і розуміти світ. Обоє вірили у певний трансцендентальний містичний підхід до життя та письма, де навіть банальні речі здатні викликати глибокі емоції, якщо у читача досить мовчання та розуму, щоб оцінити їх.
Серед інших відомих митців, що впливали на Вульф: Вільям Шекспір, Джордж Еліот, Марсель Пруст, Емілі Бронте, Даніель Дефо, Джеймс Джойс та Е. М. Форстер.

### Релігійні та політичні погляди
В листі до композиторки Етель Сміт Вульф критикує християнство, описуючи його як «егоїстичне» і заявляючи, що «у мого єврея є більше релігії в одному носі, більше любові до людей в одній волосині».
Вульф та її чоловік Леонард зневажали і боялись фашизму та антисемітизму 1930-х. Книга 1938 року «Три Гвінеї» стала своєрідним звинувачувальним вироком фашизму.
Хоча Вульф мала щасливий шлюб з євреєм, вона часто писала про єврейських героїв у стереотипних формах та узагальненнях, включаючи опис деяких єврейських персонажів як огидних і неприємних. Наприклад, під час круїзу до Португалії вона протестує, коли зустрічає «багато португальських євреїв на борту». Крім того, у своєму щоденнику пише: «Мені не подобається єврейський голос, не подобається єврейський сміх». 1930-го року в іншому листі до Етель Сміт пише про так звану «єврейськість» чоловіка Леонарда.

## Дослідження творчості

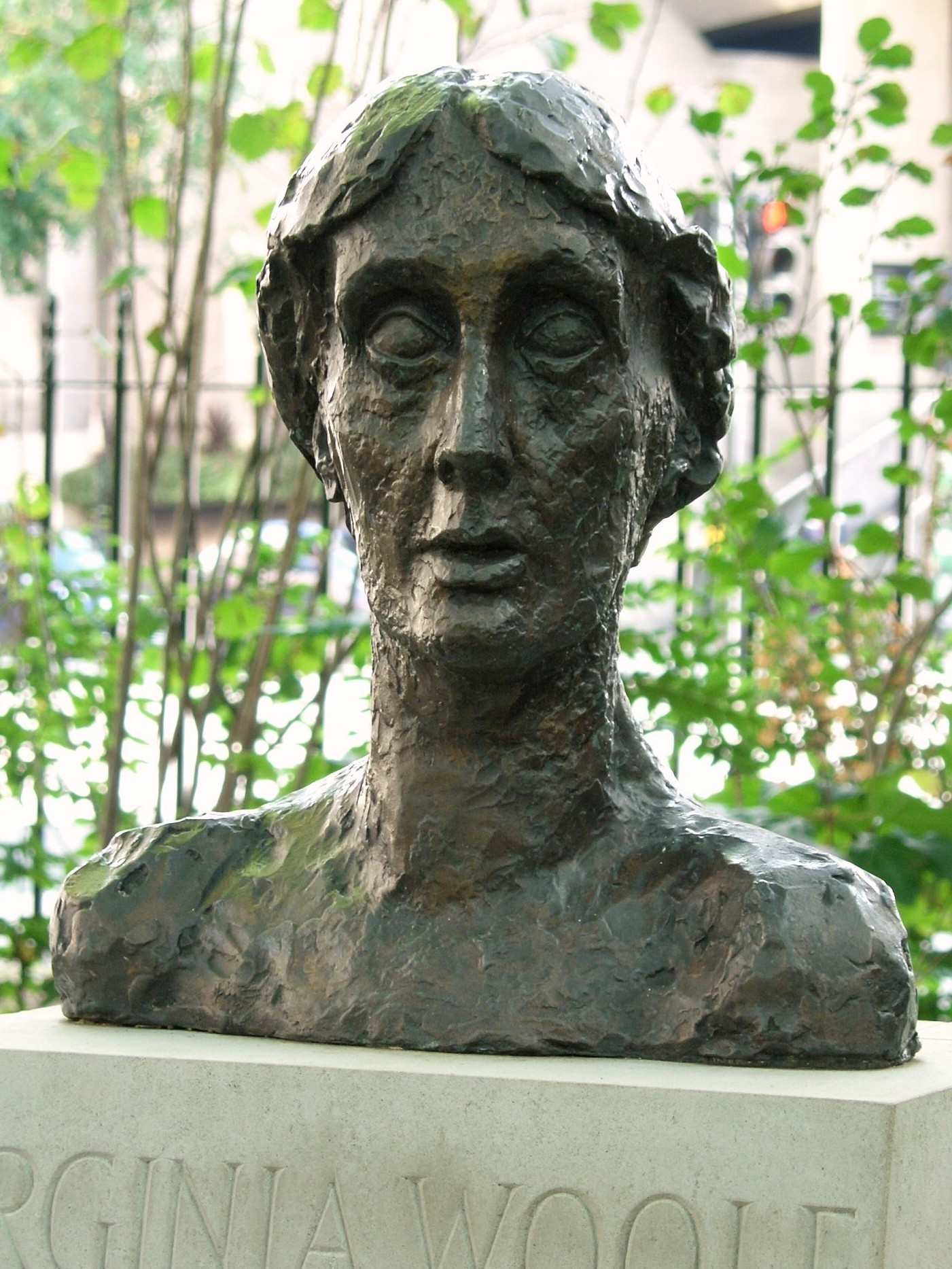
Погруддя Вульф на площі Тавісток у Лондоні (скульптор Стівен Томлен). Створена 2004 року, це копія оригіналу 1931 року.

Хоча принаймні одна біографія Вульф з'явилася за її життя, перше авторитетне дослідження її життєпису з'явилось лише 1972 року, його автором був племінник письменниці Квентін Белл. Інша біографія ВУльф, написана Герміоною Лі 1996 року, також докладно висвітлює життя та роботи мисткині.
2001 року Луїза ДеСалво та Мітчелл Ліска відредагували «Листи Віти Секвілл-Вест та Вірджинії Вульф: Приватне життя» (2005), де основна увага зосереджена на письменництві Вульф, в тому числі її романах та коментарях щодо творчого процесу. Соціолог П'єр Бурдьє на основі творів Вульф досліджує гендерну домінацію.

### Феміністична літературна критика
Новіші дослідження творів Вульф зосередили увагу на феміністських та лесбійських темах. Одним з них стала збірка критичних нарисів 1997 року «Вірджинія Вульф: лесбійські читання» під редакцією Ейлін Барретт та Патрісії Крамер.
1928 року Вульф звернулася до аспірантів коледжу Гіртона у Кембриджі та Товариства мистецтв коледжу Неннем зі своїми двома роботами, які зрештою стали книгою «Своя кімната». Найвідоміші наукові праці Вульф: «Своя кімната» (1929) та «Три гінеї» (1938). В них, зокрема, розглядаються труднощі письменниць та інтелігенції, оскільки чоловіки зазвичай мали непропорційно більшу юридичну та економічну силу; майбутнє жіноцтва у сфері освіти. Окрім того, велику увагу приділено суспільним наслідкам індустріалізації та контрацепції.
У книзі «Друга стать» (1949) Сімона де Бовуар пише про Емілі Бронте, Вірджинію Вульф і Кетрін Мансфілд, пояснюючи, що зазвичай чоловіки роблять кар'єру, а жінки присвячують себе домашній праці.

## У літературі й кінематографі
Дитячі роки Вірджинії описані в книзі для дітей «Катерина Лебедєва про Богдана Хмельницького, Мері Рід, Владислава Городецького, Вірджинію Вулф, Девіда Боуї» / К. Лебедєва. — Київ : Грані-Т, 2008. — 96 c.: іл. — (Серія «Життя видатних дітей»). — ISBN 978-966-2923-77-3. — ISBN 978-966-465-128-5.
У 1962 році драматург Едвард Олбі написав трагікомедійну п'єсу «Хто боїться Вірджинії Вульф?», у якій сама письменниця не з'являється. У 1966 році вийшла її однойменна екранізація Майка Ніколса, яка здобула п'ять премій «Оскар».
У 2002 році — фільм Стівена Долдри «Години» (екранізація одноіменного роману Майкла Каннінгема). У головній ролі Ніколь Кідман, за яку вона отримала премію «Оскар».
Фільм «Віта та Вірджинія» 2018 року змальовує стосунки між Вітою Секвілл-Вест та Вульф, зображеними відповідно Джеммою Артертон та Елізабет Дебікі.

## Галерея

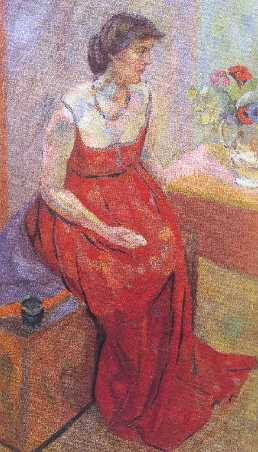
Портрет Ванесси Белл, 1916. Роджер Фрай
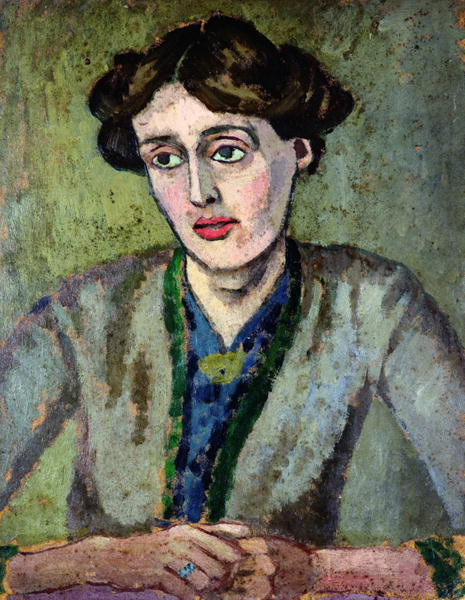
Портрет Вірджинії Вульф, бл. 1917. Роджер Фрай
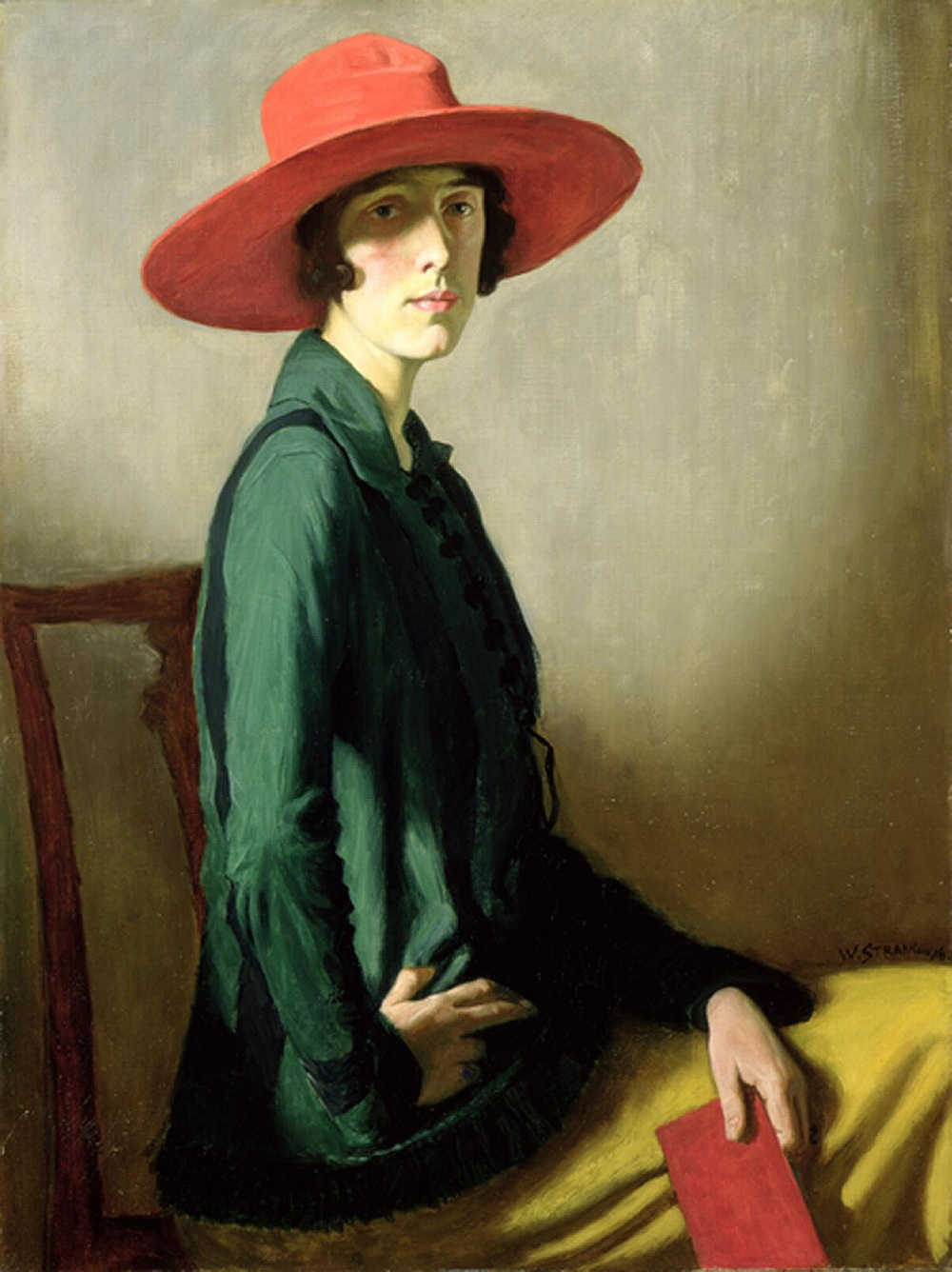
Портрет Віти Секвілл-Вест, 1918. Вільям Стренг
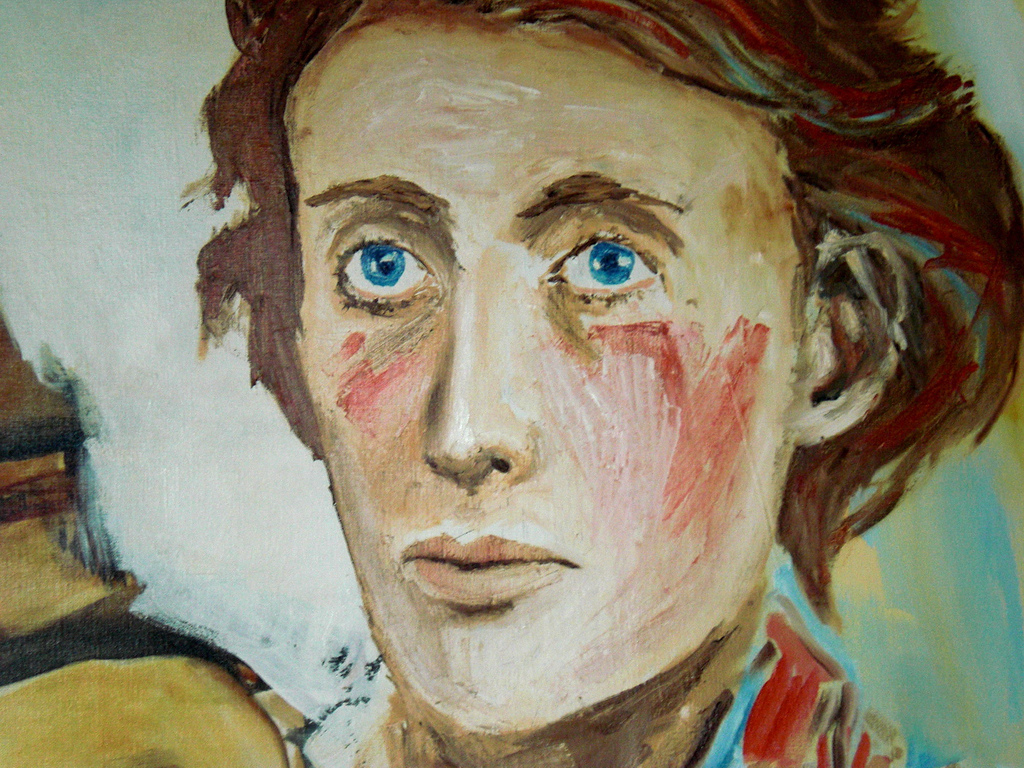
Вірджинія Вульф, 1998. Крістіан Тонніс

## Переклади українською
- Вульф В. Власний простір / Переклав Ярослав Чердаклі. — Київ: Альтернативи, 1999. — 111 с.[31][32]
- Вулф В. Жінки та розповідна література [Архівовано 30 жовтня 2007 у Wayback Machine.] // Незалежний культурологічний часопис «Ї». — 2000.– № 17. — С. 78-86.
- Вулф В. Три гінеї / переклад з англійської. — Львів: Ініціатива, 2006. — 256 с.
- Вулф В. Спадок [Архівовано 27 вересня 2016 у Wayback Machine.] / переклад з англійської Наталі Дьоміної // Всесвіт. — 2008. — № 9–10. — С. 3-7.
- Вулф В. Хвилі / переклад з англійської Альбіни Позднякової. — Львів: Видавець Позднякова А. Ю., 2013. — 284 с.
- Вулф В. Місіс Делловей / переклад з англ. Тараса Бойка. — К.: Комубук, 2016. — 208 с.
- Вулф В. Флаш / переклад з англ. Наталії Семенів. — К.: O.K. Publishing, 2017. — 176 с.
- Вулф В. До маяка / переклад з англ. Юлії Герус. — К.: Знання, 2017. — 239 с. (English Library (книжкова серія). ISBN 978-617-07-0557-0
- Вірджинія Вулф. Орландо / пер. з англ. Тамара Дуда. — Ще одну сторінку, 2024. — 288 с. — ISBN 978-617-522-25-4.